# Wilhelm Weisse

Willhelm Weisse

Johann Wilhelm Weisse (* 25. August 1846 in Kamenz; † 9. Juli 1916 ebenda; Schreibweise nach einigen Quellen auch Weiße) war ein deutscher Handelsgärtner, Dendrologe und Koniferenzüchter.

## Leben
Wilhelm Weisse entstammt einer Cottbuser Obsthändlerfamilie. Sein Vater Johann Ferdinand Wilhelm Weisse (1812–1898) zog nach Kamenz und heiratete in erster Ehe Johanne Eleonore Petzold (1814–1849) aus Hauswalde. Wilhelm Weisse war das zweite von drei Kindern aus dieser Ehe. Er gründete 1873 in Kamenz eine Gärtnerei und spezialisierte sich insbesondere auf die Zucht von Koniferen. Besonders bekannt wurde er durch die Einfuhr von Blaufichten und die Züchtung schöner Farbvarianten. Seine Baumschule an der heutigen Poststraße nutzte er nicht nur als Ausleseort und Musterschau, sondern auch zu forstwissenschaftlichen Beobachtungen. Später erweiterte er seine Baumschulen um den heutigen Volkspark und um Bereiche am Kamenzer Hutberg. Im Jahr nach Otto von Bismarcks Entlassung als Reichskanzler schickte Weisse einige Exemplare seiner Züchtungen aus der Stech-Fichte nach Friedrichsruh als Geburtstagsgeschenk und bat darum, sie Picea pungens var. Fürst Bismarck nennen zu dürfen. Er bekam natürlich die Genehmigung. Eine weitere Varietät benannte Weisse nach dem sächsischen König Albert.
Auf dem Hutberg begann Weisse 1893 mit der Errichtung einer Versuchsstation für Forstbotanik, die den ersten „blauen Wald“ Deutschlands enthielt. Weisse erhielt für seine Arbeiten internationale Auszeichnungen und wurde zum Königlich Sächsischen Hoflieferanten ernannt. In einem Bericht über die im Mai 1899 in Sankt Petersburg veranstaltete Internationale Gartenbau-Ausstellung wird vermerkt:

„Für klimatisch so ungünstige Lagen, wie den Norden, die nächste Umgebung Petersburgs, werden freilich so abgehärtete Pflanzen, wie die Coniferen von Rathke & Sohn – Praust, sowie diejenigen von Weisse – Camenz den sonst nach dorthin arbeitenden Lieferanten den Rang ablaufen.“

Für sein in St. Petersburg vorgestelltes Pinus-, Picea- und Abies-Sortiment aus 25 in Russland im Freien überwinternden Bäumen bekam Weisse die Mittlere Goldmedaille zuerkannt.
Durch sein Wirken und das des Stadtgärtners Ernst Hilscher (1879–1949) wurde Kamenz zur Stadt der Parks und Grünanlagen. Weisse bekam 1903 die Ehrenbürgerwürde der Stadt verliehen. Ab 1904 ließ Weisse eine weitere große Nadelholz-Baumschule im damaligen böhmischen Leitmeritz errichten. Nach einem ausführlichen Bericht in der Leitmeritzer Zeitung lag sein Betrieb an der Tschalositzer und der Tschernoseker Straße (heute Žalhostická und Žernosecká) nördlich der Elbe und hatte anfangs Schwierigkeiten durch hohe Trockenheit. Ab 1907 florierte der Gartenbau dann allerdings. Um 1916 existierten Wilhelm Weisses Tannenkulturen in Leitmeritz noch.
Im Jahr 1916 starb Wilhelm Weisse an einem Schlaganfall. Er hinterließ seine Ehefrau und einen Sohn, Friedrich Johann Wilhelm (1905–1935). Heute erinnert die Wilhelm-Weiße-Straße an den weit über die Grenzen Sachsens bekannten Kamenzer.

## Die FirmaWilhelm Weisse
Die Firma in der Königstraße 17 wurde im Handelsregister beim Amtsgericht Kamenz eingetragen und mit diesem Namen auch nach seinem Tod weitergeführt. Am 12. Oktober 1921 ist dort das Ausscheiden von Wilhelm Weisse vermerkt mit der Angabe, dass seine Witwe (Anna Auguste) Emma Weisse geborene Hermann (1871–1937) die neue Inhaberin wurde. Ein Jahr nach dem Tod von Emma Weisse erlosch die Firma.

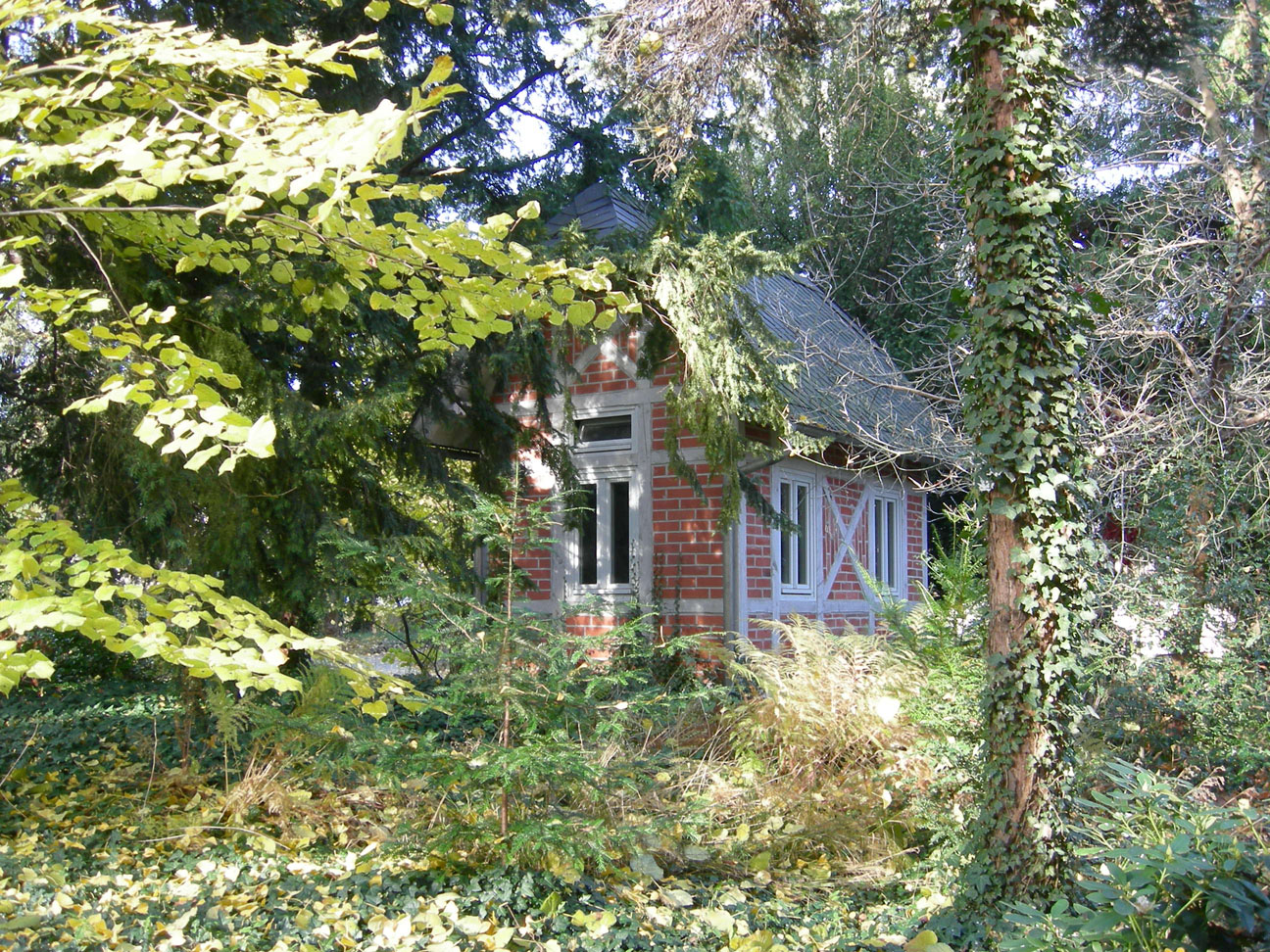
Gartenhaus in Weisses Garten (Rekonstruktion nach historischem Vorbild)
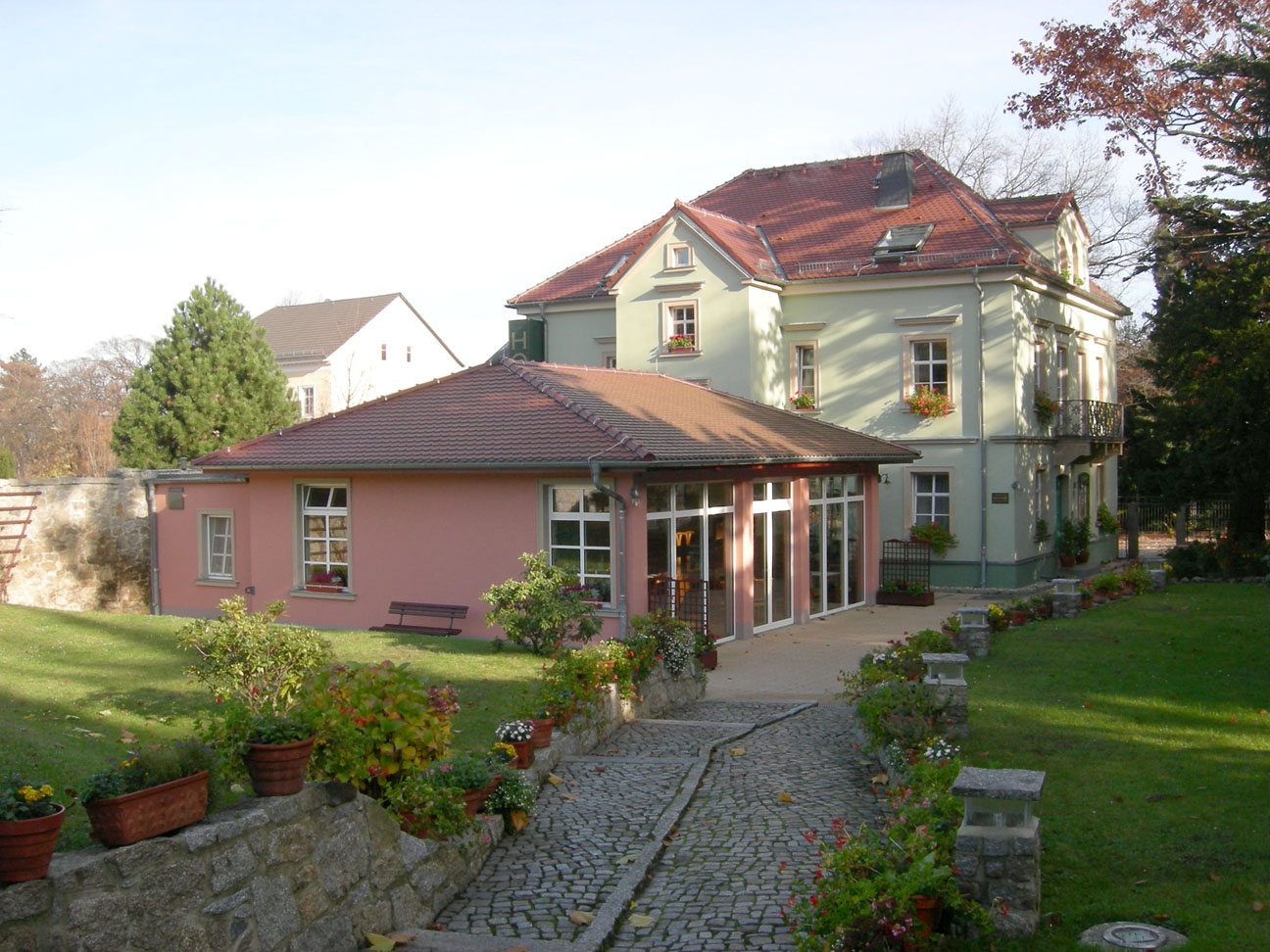
Weisses Villa ist heute ein Hotel
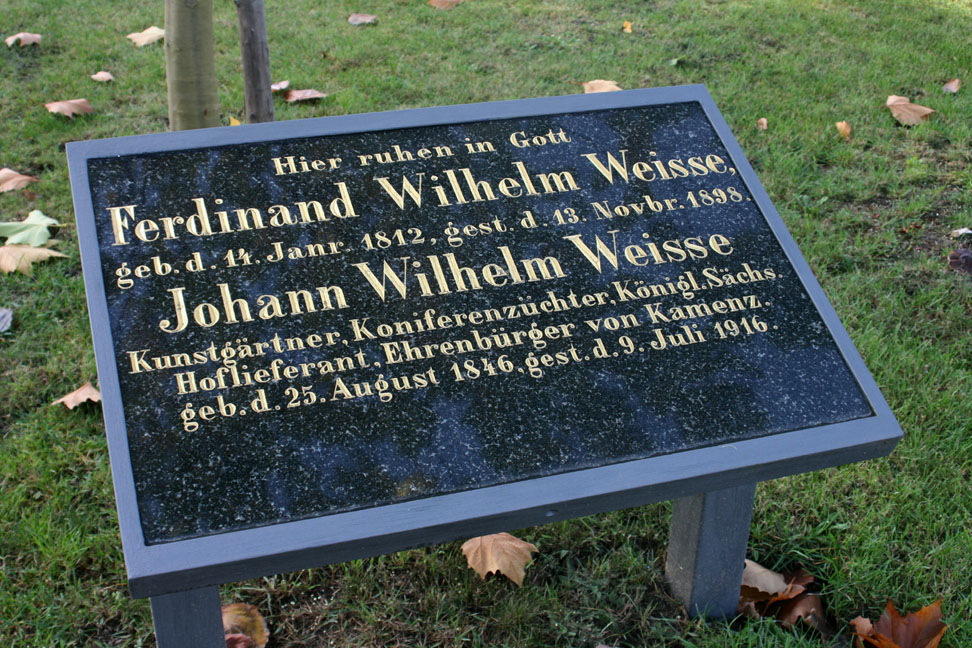
Grabplatte in Weisses Garten
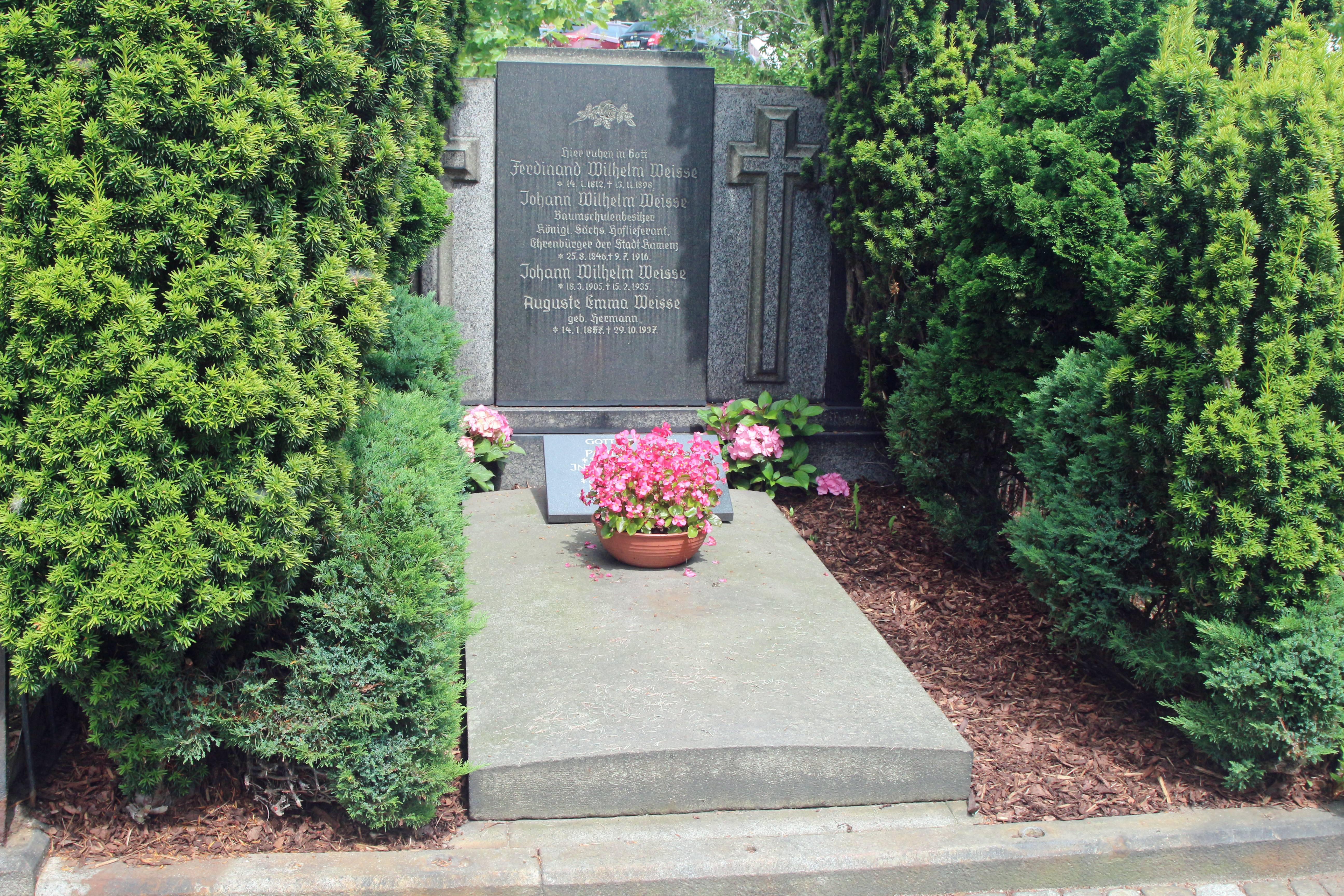
Grab von Wilhelm Weisse auf dem St. Just Friedhof (Kamenz)
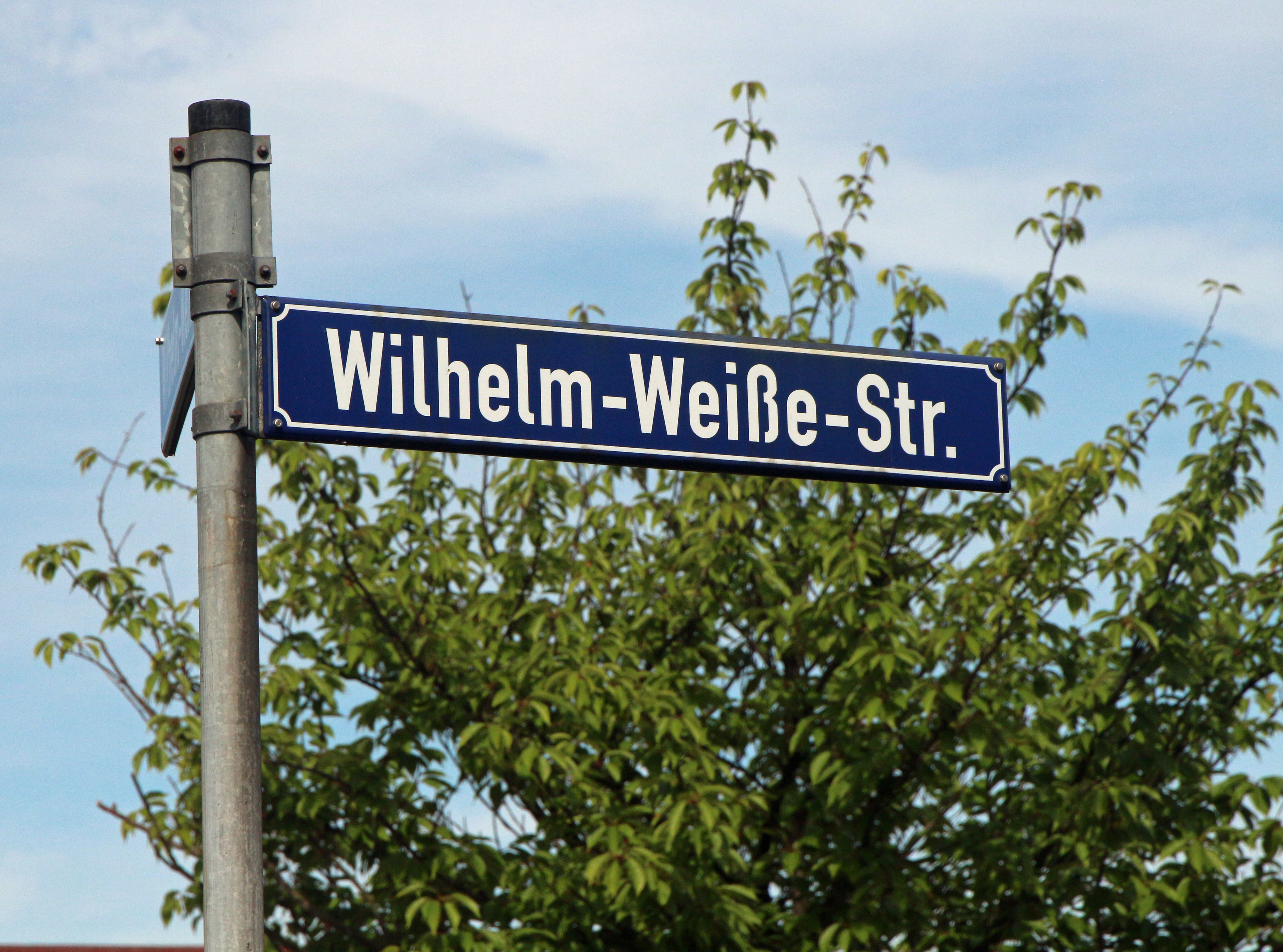
Wilhelm-Weiße-Straße in Kamenz
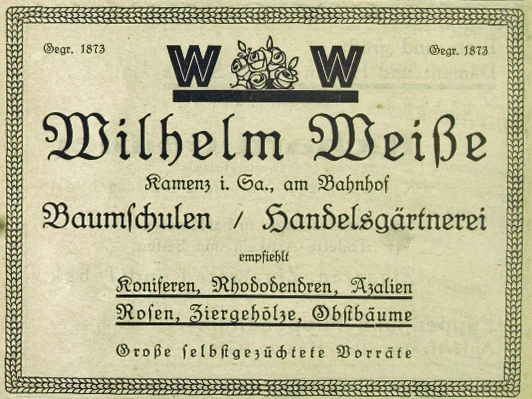
Anzeige für die Baumschule Wilhelm Weiße 1926 (Inhaberin war zu der Zeit schon seine Witwe Emma Weisse)
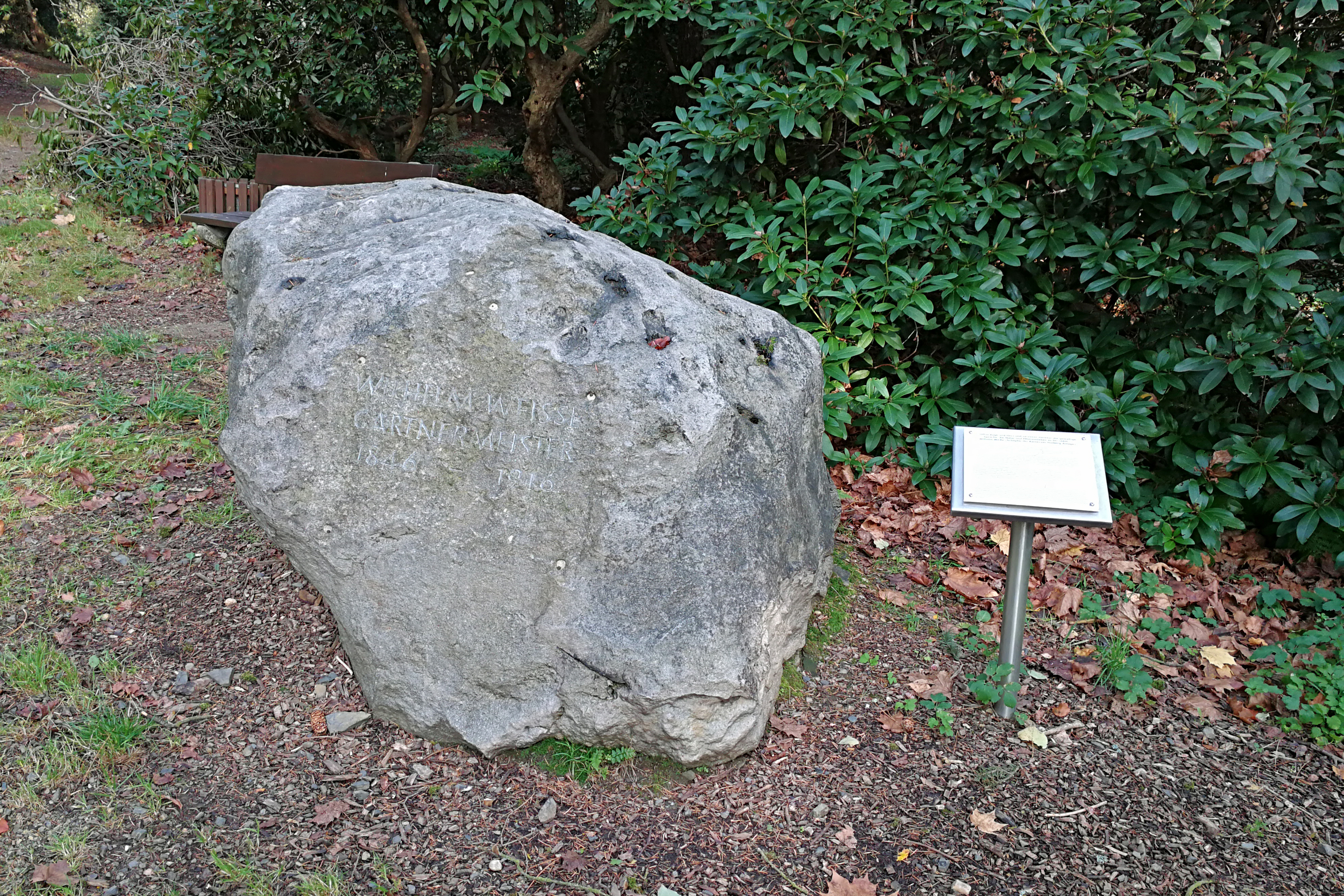
Gedenkstein am Hutberg

## Schriften
- Wilhelm Weiße: Der blaue resp. silberfarbige Wald am Hutberge bei Kamenz. In: Forstwissenschaftliches Centralblatt, 28. Jahrgang 1906, Heft 3, S. 175.